# Desde el puerto (canción)
Desde el Puerto es la última canción perteneciente a El viaje de Copperpot; segundo álbum del grupo donostiarra de La Oreja de Van Gogh.

## Acerca de la canción
Habla sobre la sensación de soledad de una mujer que vio partir a su pareja. En cuanto a su sonido se define como pop-rock con muchas guitarras, sostenido por el sintetizador y ayudado por el bajo y la batería. La canción formaba parte del repertorio de la gira de 1999, con el nombre de "Tu Ausencia".
No fue editado como sencillo el tema; sin embargo se hizo popular entre el público que acudía a los conciertos; tanto que fue tocada hasta el Tour del 2003 (Tour Lo que te conté...) y la primera vez que el grupo asistió al Festival de Viña del Mar, en febrero del 2005. En la gira que empezó en el 2009, con Leire Martínez (Gira A las cinco en el Astoria), como nueva vocalista, se lanzó a través de la página oficial del grupo una propuesta en la que sus fans opinaran sobre que canciones debían componer el repertorio de la nueva gira. Desde el Puerto volvía así a sonar en gira seis años después; otra canción de El viaje de Copperpot, Tantas cosas que contar también aparecía en la gira, además de las habituales que siguen sonando de ese disco.
Es la primera canción que aparece con una pista bonus; una pista oculta. La canción dura 03.44, y hay un intervalo que deja paso a la pista oculta, llamado por los fans Tic-Tac. En total, con la pista oculta y el intervalo la canción dura 12.13 minutos.
- Datos: Q5804009